# Dendropanax hondurensis
Dendropanax hondurensis är en araliaväxtart som beskrevs av M.J.Cannon och Cannon. Dendropanax hondurensis ingår i släktet Dendropanax och familjen Araliaceae. Inga underarter finns listade.